# Colias sifanica
Colias sifanica är en fjärilsart som beskrevs av Grum-grshimailo 1891. Colias sifanica ingår i släktet Colias och familjen vitfjärilar. Inga underarter finns listade i Catalogue of Life.